# Исчезновение Фредерика Валентича
Исчезновение Фредерика Валентича — событие, произошедшее в субботу 21 октября 1978 года и связанное с необъяснимым исчезновением австралийского девятнадцатилетнего пилота самолёта Cessna 182L во время полёта над Бассовым проливом в Австралии. Считается одним из наиболее хорошо изученных и документированных загадочных инцидентов такого рода.

## Предыстория
Фредерик Валентич (англ. Frederick Valentich) родился 9 июня 1959 г. в Мельбурне. Он интересовался авиацией и дважды пытался стать пилотом ВВС Австралии, но был отвергнут из-за недостатка образования. Валентич совмещал работу в магазине военной и спортивной экипировки в одном из пригородов Мельбурна с учёбой в Air Training Corps, надеясь стать профессиональным пилотом, но учился весьма плохо (дважды провалил все 5 экзаменов на коммерческую лицензию пилота, а также неоднократно попадал в опасные ситуации во время полётов). Он также интересовался уфологией, собрав большую коллекцию статей по этой теме. По словам его отца, он задавался вопросом, «что может сделать НЛО в случае атаки?», а также вместе со своей матерью однажды (в том же 1978 году) наблюдал в небе неопознанный объект, движущийся с очень большой скоростью.
На момент своего исчезновения Валентич был пилотом 4-го класса со 150 часами лётной практики. Перед своим последним полётом он сказал членам своей семьи, своей девушке и другим знакомым, что собирается лететь на о. Кинг и взять там груз лангустов (при этом официально цель полёта была заявлена как «взять пассажиров на острове и вернуться с ними в Муррабин»). После его исчезновения выяснилось, что на острове вообще не было потенциальных пассажиров до Муррабина, и груз лангустов там также никто не заказывал.

## Событие
Маршрут составлял примерно 235 километров из аэропорта Муррабин до острова Кинг. Погодные условия были прекрасными. На борту самолёта было 4 спасательных жилета и радиомаяк; сам самолёт мог оставаться на плаву как минимум несколько минут в случае падения в море. На протяжении перелёта Валентич неоднократно связывался с Управлением воздушным движением в Мельбурне и сообщал о необычном воздушном судне, которое преследовало его. Он описывал странности в поведении судна и его конструктивные особенности. Его последнее сообщение гласило:

Этот странный самолёт снова завис надо мной. Он висит… и это не самолёт.
Оригинальный текст (англ.)That strange aircraft is hovering on top of me again. It is hovering… and it's not an aircraft

За этими словами последовали 17 секунд шума, описанного как «металлические, скрежещущие звуки», после чего связь оборвалась. Ни сам Валентич, ни его самолёт так и не были обнаружены. После проведения тщательного расследования Министерство Транспорта Австралии пришло к выводу, что определить причины исчезновения самолёта и пилота не представляется возможным.

### Поисково-спасательные работы
Тревога была поднята сразу же после того, как связь с самолётом прервалась (19:12). После того, как Валентич не прибыл в аэропорт Кинг-Айленд в назначенное время (19:33), были начаты поисковые работы как в воздухе, так и на море, продолжавшиеся до 25 октября. Никаких следов самолёта Валентича так и не было найдено.

### Анализ записи переговоров
Одна из копий записи переговоров Валентича с диспетчером УВД Стивом Роби была направлена в Мельбурнский королевский технологический университет, другая — независимому исследователю Полу Норману, который затем переслал её в США доктору Ричарду Хейнсу, профессору университета штата в Сан-Хосе и бывшему исследователю в NASA ARC. Согласно Хейнсу, последние 17 секунд записи состояли из 36 всплесков шума с достаточно чётко различимыми границами начала и конца, но без каких-либо заметных закономерностей по времени или частоте. Происхождение шума так и осталось невыясненным. По предположениям, подобный звук мог быть вызван отрывом одной из лопастей винта, что сопровождается сильной вибрацией механизма. При неправильной работе ручкой газа неопытным пилотом такое повреждение возможно.

## Расшифровка переговоров Валентича с диспетчером

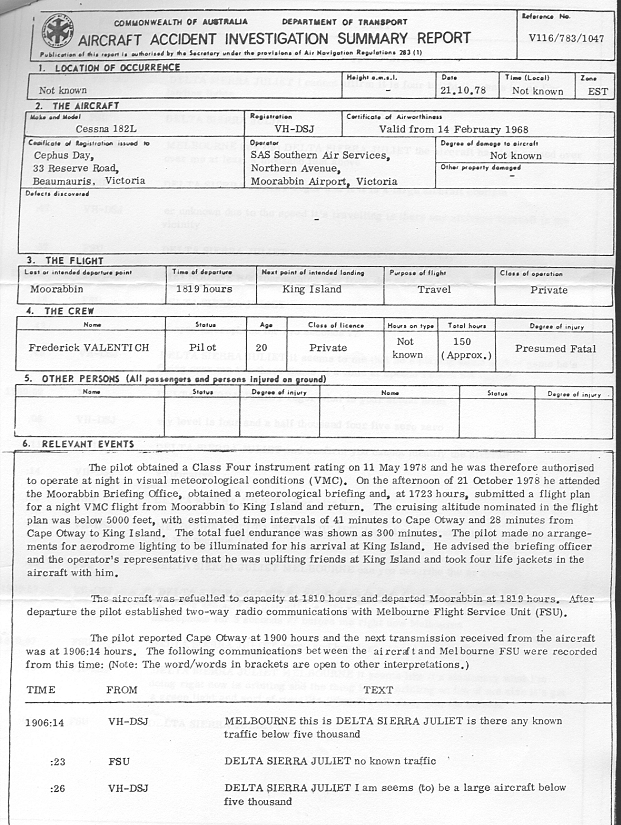
Скан доклада об инциденте, лист 1

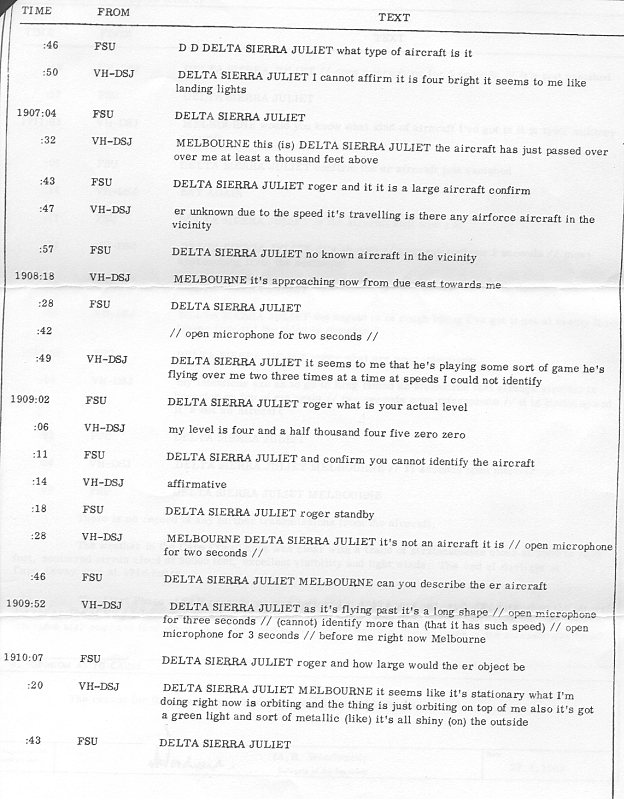
Скан доклада об инциденте, лист 2

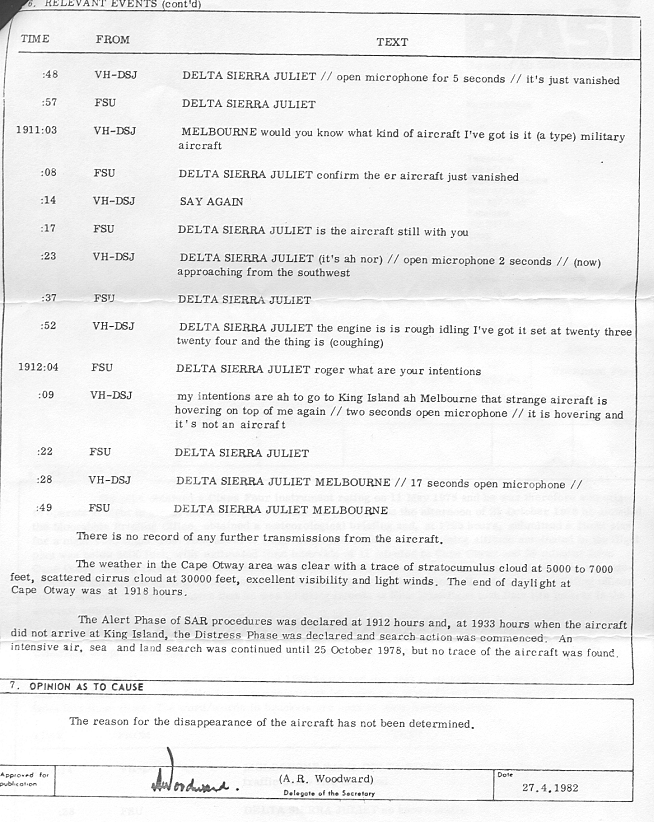
Скан доклада об инциденте, лист 3

Для облегчения восприятия текста в переводе опущены строчки и пометки, не несущие смысловой нагрузки. Квадратные скобки отсутствуют в тексте оригинальной расшифровки и вставлены по смыслу при переводе.
Перевод сделан по возможности как можно ближе к оригинальному тексту (справа на трёх страницах). Позывной Валентича — DSJ (Delta-Sierra-Juliet), диспетчера — FS (Flight Services).
19:06:14 DSJ: Мельбурн, это DSJ. Что-нибудь известно о трафике ниже 5000 [футов]?
FS: DSJ, никакого известного нам трафика.
DSJ: Мне кажется, что есть большой самолёт ниже 5000.
FS: DSJ, какого типа этот самолёт?
DSJ: Я не могу утверждать, там 4 яркие [точки], похожие на посадочные огни.
19:07:31 DSJ: Мельбурн, это DSJ, самолёт только что пролетел над... надо мной, как минимум на тысячу футов выше.
FS: DSJ, вас понял. И это большой самолёт, точно?
DSJ: Эээ… не знаю, [трудно сказать] из-за скорости, с которой он передвигается. Есть какая-нибудь военная авиация поблизости?
FS: DSJ, [ничего] не известно ни о каких самолётах в пределах видимости.
19:08:18 DSJ: Мельбурн, теперь он приближается ко мне с восточной стороны.
19:08:41 DSJ: (микрофон включён 2 секунды)
19:08:48 DSJ: Мне кажется, он играет в какую-то игру [со мной], он пролетел надо мной два… три раза со скоростями, которые я не могу определить.
FS: DSJ, вас понял, какова ваша высота на данный момент?
DSJ: Мой эшелон — 4500, четыре-пять-ноль-ноль.
FS: DSJ, и вы подтверждаете, что не можете определить [тип] самолёта?
DSJ: Так точно.
FS: DSJ, вас понял, оставайтесь на связи.
19:09:27 DSJ: Мельбурн, DSJ, это не самолёт, это… (микрофон остаётся включённым 2 секунды).
19:09:42 FS: DSJ, вы можете описать этот, эээ… самолёт?
DSJ: DSJ, когда он пролетает, он [кажется] длинным… (микрофон остаётся включённым 3 секунды) не могу сказать больше, [потому что] он на такой скорости (микрофон остаётся включённым 3 секунды). [Он] передо мной прямо сейчас. Мельбурн?
19:10 FS: DSJ, вас понял, и насколько велик этот, эээ… объект?
19:10:19 DSJ: Мельбурн, похоже, что он преследует меня. Что я сейчас делаю — двигаюсь по кругу, и этот объект тоже кружит надо мной. У него зелёный свет и что-то типа металлической [поверхности], она вся блестящая.
19:10:46 DSJ: (микрофон включён 3 секунды) Он только что исчез.
19:11:00 DSJ: Мельбурн, что-нибудь известно о том, какой самолёт я видел? Это [что-то типа] военного самолёта?
FS: DSJ, Подтвердите, что, эээ… самолёт только что исчез.
DSJ: Повторите.
FS: DSJ, этот самолёт всё ещё [рядом] с вами?
DSJ: Он, хм… (микрофон остаётся включённым 2 секунды) сейчас приближается с юго-запада.
19:11:50 DSJ: Двигатель на грубом холостом ходу, я набрал [высоту] 2324, и дело в том, что… (кашляет).
FS: DSJ, вас понял, какие ваши намерения?
DSJ: Мои намерения? (кашель) лететь на Кинг. (кашель) Мельбурн?. Этот странный самолёт снова парит надо мной (микрофон остаётся включённым 2 секунды). Он висит, и… (микрофон остаётся включённым одну секунду) это не самолёт.
FS: DSJ?
19:12:28 DSJ: (микрофон остаётся включённым 17 секунд, после чего вся связь прекращается).

## Версии случившегося

### Уфологические
Согласно работе Хейнса и Нормана, из обстоятельств инцидента можно сделать следующие выводы:
1. Высота самолёта начала падать приблизительно в 19:10:30, вскоре после того, как Валентич начал летать по кругу. Сбои в работе его двигателя начались в 19:11:52, что слышно на записи;
2. Самолёт опускался приблизительно со скоростью 500 футов (152,4 м) в минуту;
3. Радиопередача прекратилась после 19:12:45 из-за экранирования поверхностью Земли.

Из приведённой в работе схемы движения объектов видно, что центром внимания неопознанного летающего объекта был именно самолёт Валентича. Авторы работы исходили из предположения, что самолёт упал в Бассов пролив и был унесён течением на значительное расстояние от места происшествия. Вариант с крушением на суше представлялся им маловероятным, так как не были найдены какие-либо обломки крушения. Если бы Валентич потерпел аварию на земле, то за эти годы обломки были бы найдены, но локализовать место крушения в море — намного более сложная задача.
Исчезновение Фредерика Валентича стало предметом изучения австралийских уфологов. За инцидентом последовала волна сообщений о наблюдениях НЛО в районе происшествия во второй половине 1978 и начале 1979 г., некоторые из которых были подкреплены фотоматериалами. В частности, Норман смог найти многих людей, которые путешествовали или проживали в этом районе в момент событий с Валентичем, и взять у них интервью. От 20 свидетелей были получены сообщения о беспорядочно перемещающемся зелёном свете в небе в то же самое время того же вечера, когда исчез Валентич. Кроме того, удалось найти трёх свидетелей, которые видели и огни маленького самолёта, и движущийся непосредственно над ним большой объект, светящийся зелёным светом. В частности, наиболее заслуживающими доверия были признаны показания г-на Кена Хансена (имя изменено), который рассказал о своих наблюдениях своим коллегам на следующий день после инцидента, но те не восприняли его слова серьёзно. Хансен решил больше ничего не говорить об увиденном, чтобы избежать дальнейших насмешек, но годы спустя он упомянул об этом случае в разговоре с местным полицейским, который позже связался с Гвидо Валентичем (отцом пропавшего пилота).
Благодаря этому о показаниях Хансена стало известно Хейнсу и Норману, которые взяли интервью у Хансена и его двух племянниц в 1998 году. Их показания в целом соответствовали данным из записи переговоров Валентича с Роби.

Одна из фотографий, сделанных Роем Манифолдом.

Другим заслуживающим внимания свидетельством были фотографии, сделанные Роем Манифолдом неподалёку от предполагаемого места происшествия примерно в 18:47, то есть примерно за 20 минут до начала инцидента с Валентичем. Манифолд установил штатив с фотокамерой на берегу моря, чтобы сфотографировать закат. После того, как фотографии были проявлены, на них обнаружился непонятный объект в воздухе над морем, окружённый облаком пара или выхлопных газов. Данные многочисленных независимых экспертиз показали, что фотографии являются подлинными и что скорость объекта на них можно оценить примерно в 200 миль/час. Скептики выразили сомнение в том, что объект на фотографиях был твёрдым, и сочли его облаком необычной формы; это, однако, не объясняет высокую скорость его передвижения.
В русскоязычной прессе появлялись публикации о будто бы найденном поблизости от советско-китайской границы послании от Валентича: уфолог В. Г. Ажажа утверждал, что советские пограничники летом 1982 года задержали некоего Сарычева со «странной капсулой чёрного цвета», найденной на некоей высоте 1204. В капсуле якобы находилась записка «на пластине из неизвестного материала» — послание от Валентича, которого будто бы похитили инопланетяне из «цивилизации из скопления Плеяды» и заставили работать пилотом грузового корабля, вывозящего с Земли ценный кислород (Ажажа, 2002). Журналист Л. А. Сомов утверждал, что служил на этой заставе и видел у какого-то задержанного геолога «тёмный футляр» с «несимметричным орнаментом из двух десятков точек». Ни о какой связи этого случая с исчезновением Валентича сведений нет.

### Прагматические
Валентич оказался дезориентирован, в течение полёта «вверх ногами» принял огни своего же самолёта, отражавшиеся в воде, за огни неизвестного самолёта, и затем врезался в воду. Согласно авиаконструкторам, эту версию нельзя рассматривать серьёзно, так как сколько-нибудь продолжительный полёт подобного рода на самолёте Cessna 182 невозможен в принципе.
Не исключается возможность самоубийства, несмотря на все необычные обстоятельства инцидента, а также тот факт, что Валентич ранее не проявлял суицидальных наклонностей. По словам отца Валентича, он верит в то, что его сын остался жив и был похищен, а также в то, что в переговорах с диспетчером все обстоятельства случившегося были изложены верно. «У моего сына было хобби — изучение информации об НЛО, которую он получил за время своего увлечения авиацией. Он был не из тех людей, которые стали бы что-то выдумывать».
В 2013 году отставной американский военный пилот и астроном-любитель Джеймс Макгэха (James McGaha) и американский писатель-скептик Джо Никель в ходе совместного расследования предположили, что не имеющий навыков полёта по приборам пилот под действием вестибулярной иллюзии в продолжительном повороте потерял пространственную ориентировку и по неопытности ввёл самолёт в траурную спираль (погубившую, в частности, Джона Кеннеди-мл.), во время которой считал, что летает по кругу, а на самом деле снижался. Центробежные силы нарушили нормальную работу системы питания двигателя горючим, вызвав описанное им снижение мощности. По утверждению авторов за НЛО дезориентированный лётчик мог принять находившиеся в небе планеты Венеру, Марс и Меркурий, а также яркую звезду Антарес, которые бы при предполагаемой траектории движения самолёта вели бы себя таким же образом, как описанное НЛО.

## Случай с Валентичем в контексте аналогичных происшествий
Инцидент с исчезновением Валентича уникален только тем, что его необычные обстоятельства достаточно хорошо документированы и не подвергаются сомнению большинством серьёзных исследователей. В целом же катастрофы и исчезновения судов и самолётов в районе Бассова пролива не являются чем-то необычным, хотя разговоры об аномалии Бассова треугольника начались именно с этого инцидента. Бассов пролив отличается сочетанием низкой средней глубины (около 50 м), больших объёмов движения как морского, так и воздушного транспорта (поэтому находка маслянистого пятна на воде вблизи места исчезновения Валентича также не является чем-то необычным), сильных течений и непредсказуемых погодных условий.
Наблюдения вмешательств в полёты самолётов со стороны необычных объектов, зачастую имеющих неаэродинамическую форму, также не являются чем-то уникальным. Согласно данным, собранным Р.Хейнсом, за период 1948—1989 годов было зафиксировано не менее 55 таких случаев, включая 15 случаев, когда воздушный объект полностью облетал самолёт один или более раз; 12 случаев, в которых объект внезапно исчезал из видимости пилота(ов); 22 случая, включающие лобовой подлёт к самолёту и близкое прохождение мимо него объектов, которые, по всей видимости, не были самолётами; а также множество инцидентов, в которых оказывалось электромагнитное воздействие на бортовую аппаратуру (Хейнс, 1992; Старрок и др., 1998). Нет никаких оснований полагать, что эти объекты управляются пришельцами (как то обычно делается в популярной культуре), или делать какие-либо иные далеко идущие выводы относительно их происхождения.

## Заключение
Двухнедельное расследование инцидента с Валентичем не смогло установить его причины и точные обстоятельства, но заключило, что инцидент «оказался фатальным для Валентича». Расшифровки переговоров Валентича с диспетчером были опубликованы 27 апреля 1982 года. Все материалы дела (315 страниц + 217 страниц отчётов от поисково-спасательных групп на море) были открыты для свободного доступа в 2012 году.